# Tomoplagia obliqua
Tomoplagia obliqua är en tvåvingeart som först beskrevs av Thomas Say 1830.  Tomoplagia obliqua ingår i släktet Tomoplagia och familjen borrflugor. Inga underarter finns listade i Catalogue of Life.